# 赫氏海豚
赫氏海豚（學名：Cephalorhynchus heavisidii），又名海氏矮海豚，是黑白海豚属下的一種海豚，生活在納米比亞到南非西海岸沿海地區。

## 命名
19世紀早期，有人在好望角附近捉到了一只海豚，這只海豚由英屬東印度公司的赫维赛德船長（Captain Haviside）帶到英國，動物學家约翰·爱德华·格雷在《Spicilegia Zoologica》一書中對其進行了描述。但是他把這名船長的名字“Haviside”和另外一個收集動物標本的外科醫生“Heaviside”弄混了，結果現在英語文學中赫氏海豚通常都叫做“Heaviside's Dolphin”。不過實際也有別的一些機構使用正確的原名。

## 擴展閲讀
- National Audubon Society: Guide to Marine Mammals of the World Reeves, Stewart, Clapham and Powell (2002)
- Cephalorhynchus dolphins, Encyclopedia of Marine Mammals, pp. 200–202, Stephen M. Dawson (1998) ISBN 0-12-551340-2